# Claude Arnulphy

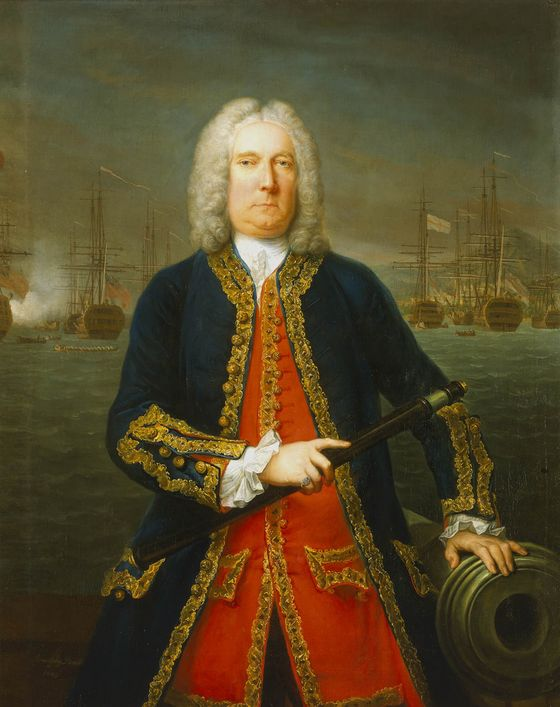
de Arnulphy, 1743

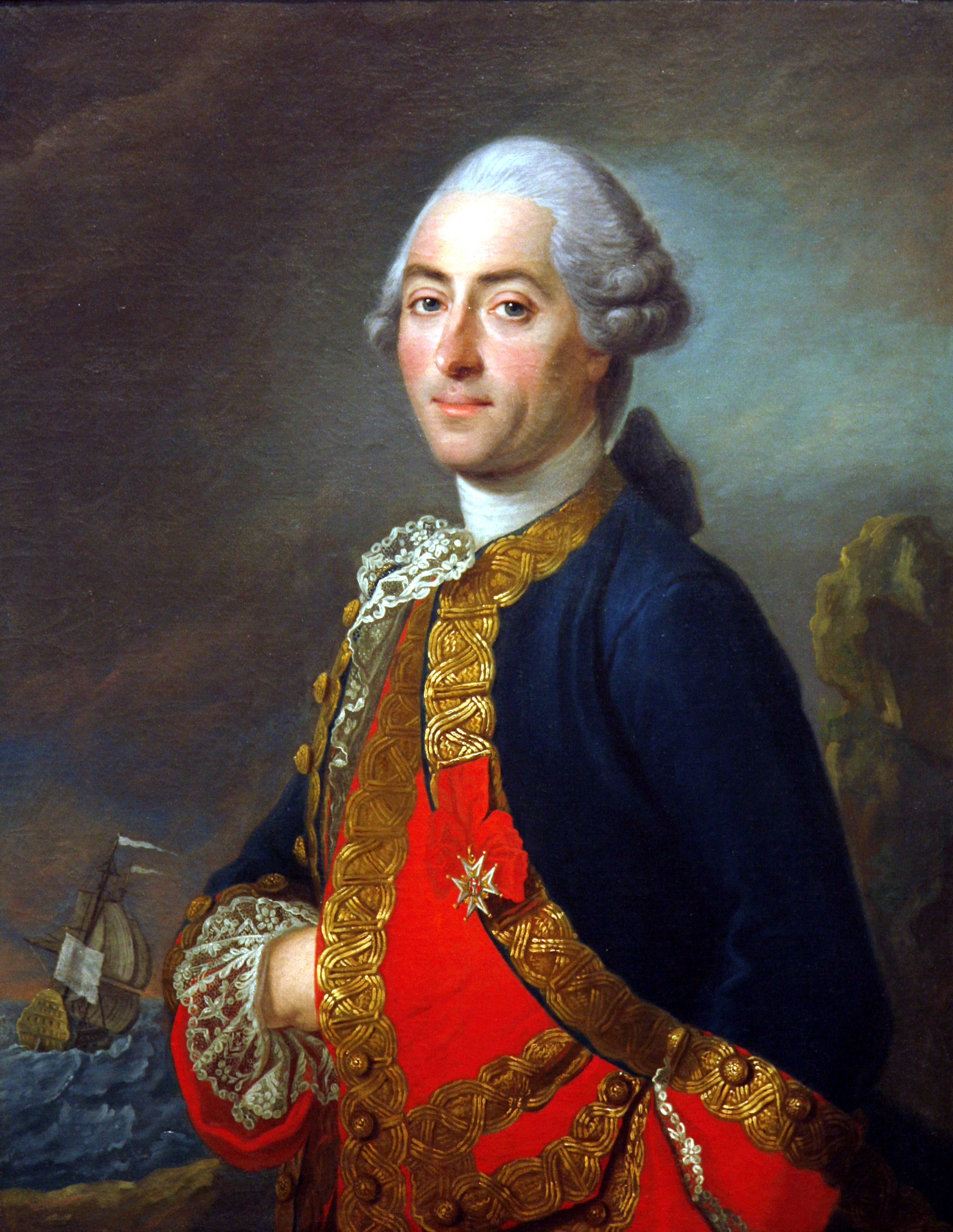
de Arnulphy, 1750

Claude Arnulphy (n. 1697, Lyon, Regatul Franței – d. 22 iunie 1786, Aix, Franța), ortografiat și Arnulphi, a fost un pictor francez, în special de portrete, stabilit la Aix-en-Provence, în sudul Franței.

## Viața timpurie
Se afirmă că Arnulphy s-a născut fie la Grenoble, fie la Lyon, dar Aix este, de asemenea, o posibilitate. A fost fiul lui Charles Arnulphy, pictor la Paris, deși originar din comitatul Nisa, Ducatul de Savoia, prin căsătoria tatălui său cu Madeleine Prongey, și și-a petrecut anii copilăriei în capitala Franței. S-a format mai întâi ca pictor în atelierul tatălui său, apoi a plecat la Roma pentru a studia sub Benedetto Luti⁠(d) (1666–1724), devenind în principal portretist.

## Carieră
Arnulphy s-a stabilit în orașul Aix în jurul anului 1722, unde s-a bucurat de o lungă carieră artistică și unde au supraviețuit multe dintre lucrările sale. A fost maestrul lui Jean-François Pierre Peyron⁠(d), iar Antoine Gibelin (1739–1813), un alt nativ din Aix, a început și el să studieze arta sub îndrumarea lui Arnulphy.
Opera sa a fost comparată cu cea a lui Hyacinthe Rigaud (1659–1743) și Nicolas de Largillière⁠(d) (1656–1746).
Portretul lui Thomas Mathews (foto) este unul dintre cele patru portrete pe care le-a realizat cu ofițerii unei flote a Marinei Regale care se aflau în largul Toulonului între 1742 și 1744. Trei dintre acestea se află acum în Muzeul Național Maritim din Greenwich.
În februarie 1732, Arnulphy s-a căsătorit cu Marguerite Aubaye și au avut zece copii, dintre care șapte erau băieți. Cu toate acestea, doar un singur copil, potrivit diferitelor surse, un fiu pe nume Joseph sau François Arnulphy (mort în 1825) a supraviețuit copilăriei.
În 1765, ca urmare a testamentului lui Honoré Armand de Villars⁠(d), a fost înființată o nouă școală de desen, care a devenit cunoscută sub numele de Școala de Desen din Aix (École de dessin d'Aix-en-Provence), având ca prim director pe pictorul Charles Marcel Aune și ca adjunct pe Arnulphy. În 1785, Aune a demisionat de la conducerea școlii pentru a călători în America de Nord, iar Arnulphy i-a luat locul. Cu toate acestea, având la acea dată cel puțin optzeci și opt de ani, a ales un succesor în persoana unui bărbat mult mai tânăr, Jean-Antoine Constantin⁠(d).
Arnulphy a deținut și diverse alte funcții publice în Aix, inclusiv cele de Sindic⁠(d) și trezorier. A murit la 22 iunie 1786 și a fost înmormântat a doua zi în cimitirul Récollets din Aix. Constantin i-a succedat  ca maestru al école de dessin.